# Wereldkampioenschap voetbal 1958 (kwalificatie)
Zweden (gastland) en West-Duitsland (titelverdediger) waren direct toegelaten tot het Wereldkampioenschap voetbal 1958.
Er waren 12 plaatsen beschikbaar voor Europese teams: West-Duitsland, Hongarije, Oostenrijk, Joegoslavië, Engeland, Frankrijk, Tsjecho-Slowakije en Schotland plaatsten zich opnieuw. Italië werd uitgeschakeld door Noord-Ierland, de plaatsen van Zwitserland, Turkije en België werden ingenomen door Zweden, de Sovjet-Unie en Wales.
Er waren drie plaatsen beschikbaar voor Zuid-Amerikaanse teams, vorig WK twee. Brazilië plaatste zich opnieuw, Uruguay werd uitgeschakeld door Paraguay en de extra plaats was voor Argentinië. Mexico bleef de deelnemer in de CONCACAF groep, er was geen Aziatische deelnemer dit WK (vorig WK Zuid-Korea).

## Gekwalificeerde landen

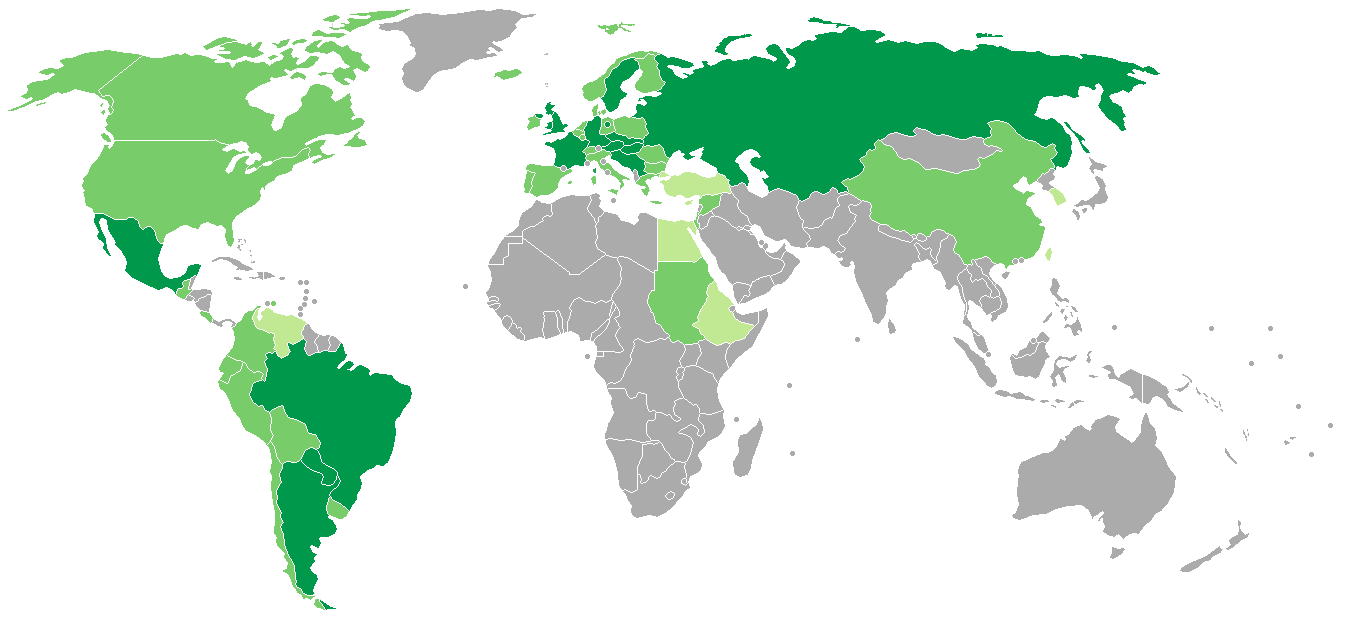
Niet deelgenomen aan de kwalificatie
Trokken zich terug of werden niet geaccepteerd door de FIFA
Namen deel aan de kwalificatie maar kwalificeerden zich niet
Gekwalificeerde landen

| FIFA-lid          | Confederatie | Kwalificatie        | Aantal dln. (inclusief 1958) | Dln. op rij | Eerste dln. | Laatste dln. | Titels (exclusief 1958) | Beste prestatie |
| ----------------- | ------------ | ------------------- | ---------------------------- | ----------- | ----------- | ------------ | ----------------------- | --------------- |
| Zweden            | UEFA         | Gastland            | 4e                           | 1           | 1934        | 1950         | 0                       | Derde           |
| West-Duitsland    | UEFA         | Titelverdediger     | 4e                           | 2           | 1934        | 1954         | 1                       | Kampioen        |
| Engeland          | UEFA         | Winnaar groep 1     | 3e                           | 3           | 1950        | 1954         | 0                       | Kwartfinale     |
| Frankrijk         | UEFA         | Winnaar groep 2     | 5e                           | 2           | 1930        | 1954         | 0                       | Kwartfinale     |
| Hongarije         | UEFA         | Winnaar groep 3     | 4e                           | 2           | 1934        | 1954         | 0                       | Tweede          |
| Tsjecho-Slowakije | UEFA         | Winnaar groep 4     | 4e                           | 2           | 1934        | 1954         | 0                       | Tweede          |
| Oostenrijk        | UEFA         | Winnaar groep 5     | 3e                           | 2           | 1934        | 1954         | 0                       | Derde           |
| Sovjet-Unie       | UEFA         | Winnaar groep 6     | 1e                           | 1           | n.v.t.      | n.v.t.       | n.v.t.                  | n.v.t.          |
| Joegoslavië       | UEFA         | Winnaar groep 7     | 4e                           | 3           | 1930        | 1954         | 0                       | Halve finale    |
| Noord-Ierland     | UEFA         | Winnaar groep 8     | 1e                           | 1           | n.v.t.      | n.v.t.       | n.v.t.                  | n.v.t.          |
| Schotland         | UEFA         | Winnaar groep 9     | 2e                           | 2           | 1954        | 1954         | 0                       | Groepsfase      |
| Wales             | UEFA         | play-off (UEFA–AFC) | 1e                           | 1           | n.v.t.      | n.v.t.       | n.v.t.                  | n.v.t.          |
| Brazilië          | CONMEBOL     | Winnaar groep 1     | 6e                           | 6           | 1930        | 1954         | 0                       | Tweede          |
| Argentinië        | CONMEBOL     | Winnaar groep 2     | 3                            | 1           | 1930        | 1934         | 0                       | Tweede          |
| Paraguay          | CONMEBOL     | Winnaar groep 3     | 3                            | 1           | 1930        | 1954         | 0                       | Groepsfase      |
| Mexico            | CONCACAF     | Finaleronde         | 4e                           | 3           | 1930        | 1954         | 0                       | Groepsfase      |